# Bezzi (intagliatori)
I Bezzi furono una famiglia di intagliatori, attivi nel XVII e XVIII secolo. Originari di Cusiano (Ossana), in Val di Sole, operarono prevalentemente in Val di Sole e in Val di Non, dove sono ancora presenti i loro altari lignei.

## Biografia

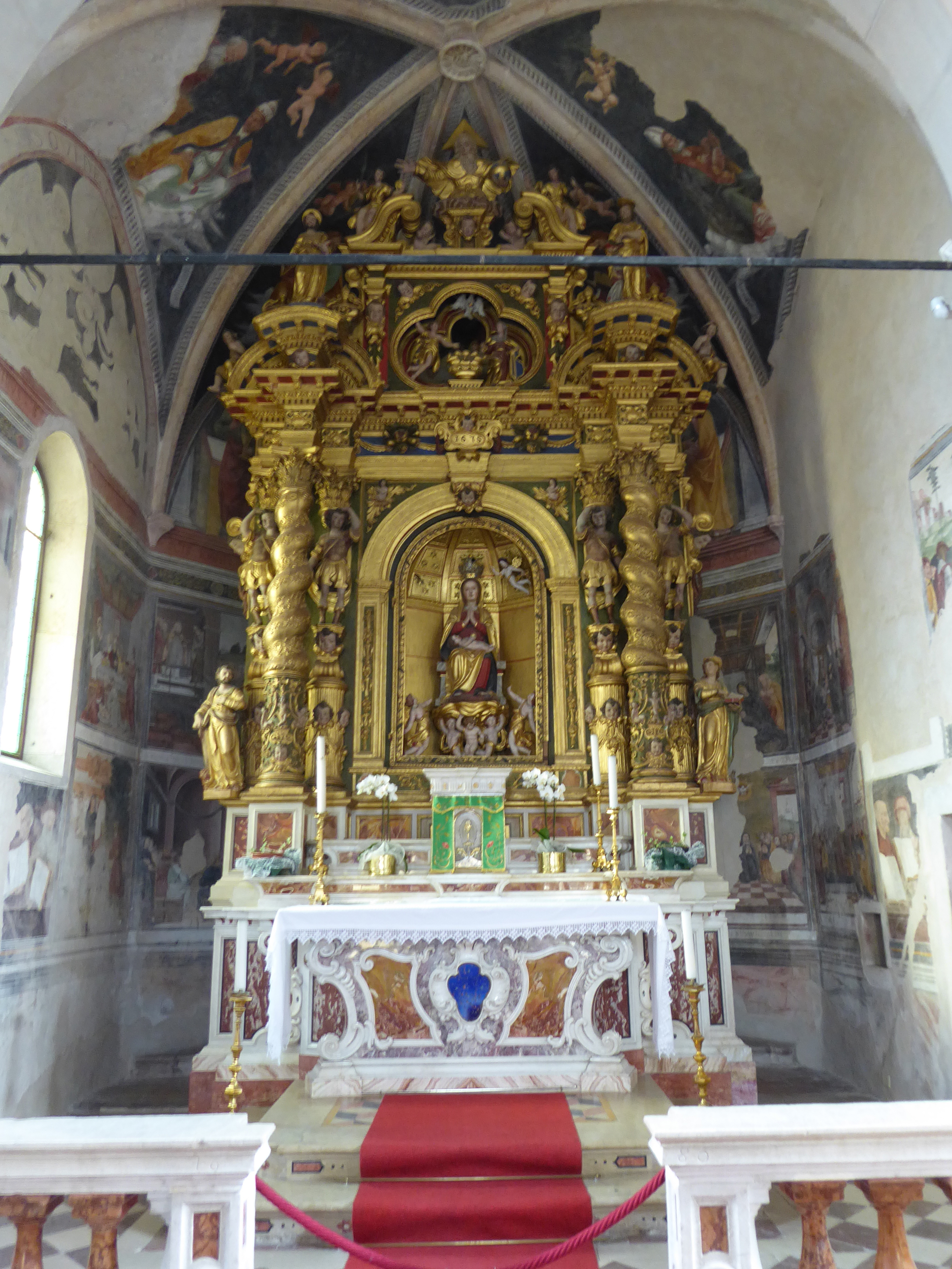
Chiesa dell'Assunta a Dasindo (Comano Terme), 1656-1675

Cristoforo Bezzi (1620-1695?), figlio di Domenico Bezzi e Giovannina, nacque nel 1620 a Cusiano, in Val di Sole. Non si conosce la professione del padre, nemmeno dove si formò come intagliatore, la prima notizia rimasta risale al 1656 quando si impegnò col fratello Giandomenico a realizzare l'altare maggiore della chiesa di Dasindo, nelle Giudicarie. Non si hanno più notizie di Cristoforo fino al 1670, quando ricompare nelle fonti nella zona di Denno. Nel Libro I dei morti di Ossana (1695) è registrato un atto di morte di difficile lettura, che sembrerebbe riportare il suo nome.
Giandomenico Bezzi (1622-1698), fratello di Cristoforo, nacque nel 1622 a Cusiano. Considerato un tempo allievo di Giovanni Battista Ramus, attualmente si pensa a un periodo di apprendistato in Valle Sabbia, nel bresciano.
Giandomenico Bezzi ebbe due figli: Domenico Bezzi (doc. 1678-1719) e Giulio Bezzi, di quest'ultimo siamo a conoscenza soltanto della realizzazione di una statua per la chiesa di Mezzana, nel 1703. Domenico Bezzi cominciò a lavorare col padre intorno agli anni Settanta, con il suo apporto è stato notato dagli storici dell'arte un miglioramento qualitativo ed espressivo, soprattutto nelle figure scolpite.

## Opere

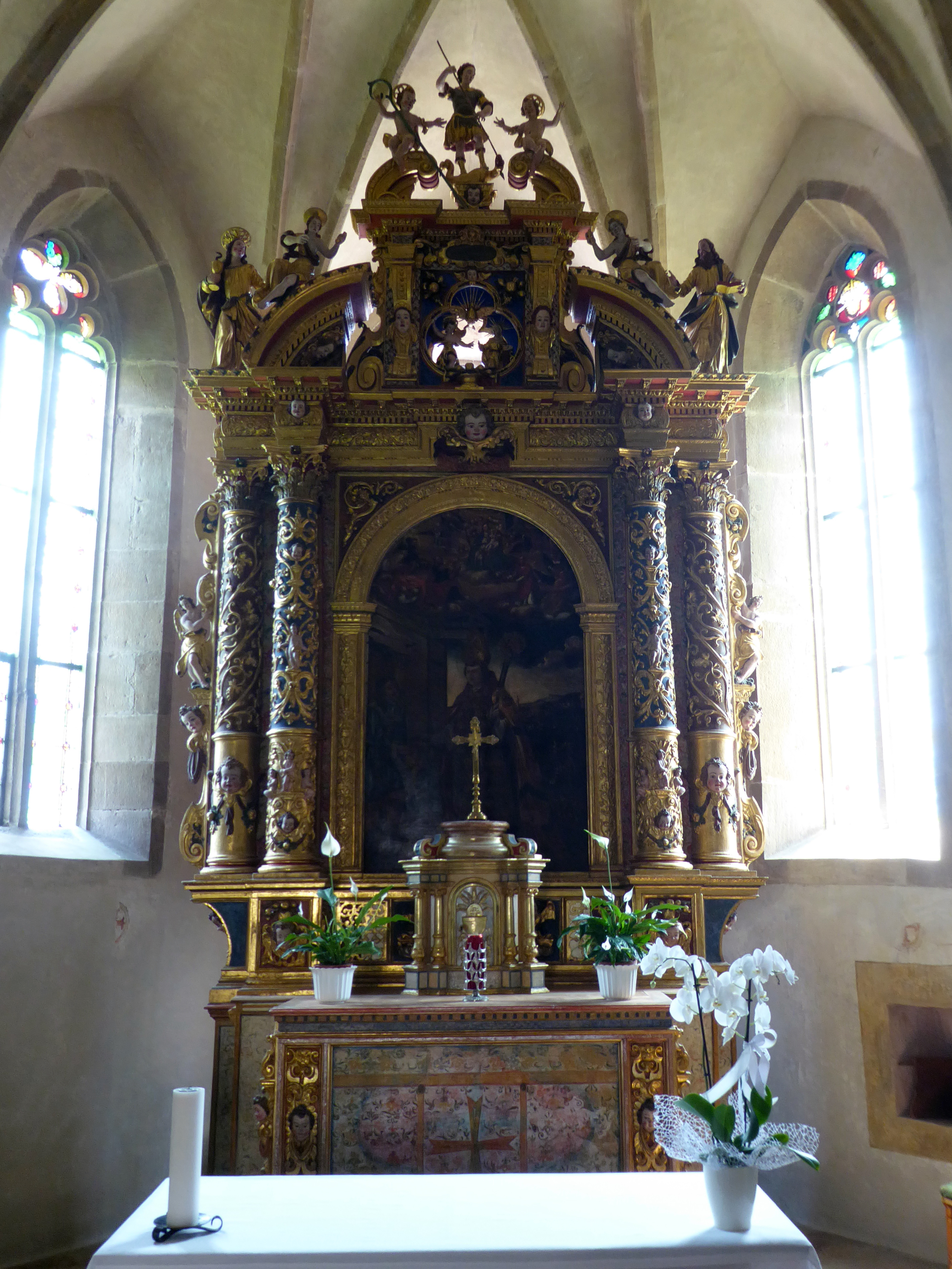
Chiesa di Sant'Udalrico a Corte Inferiore (Rumo), 1688-1694

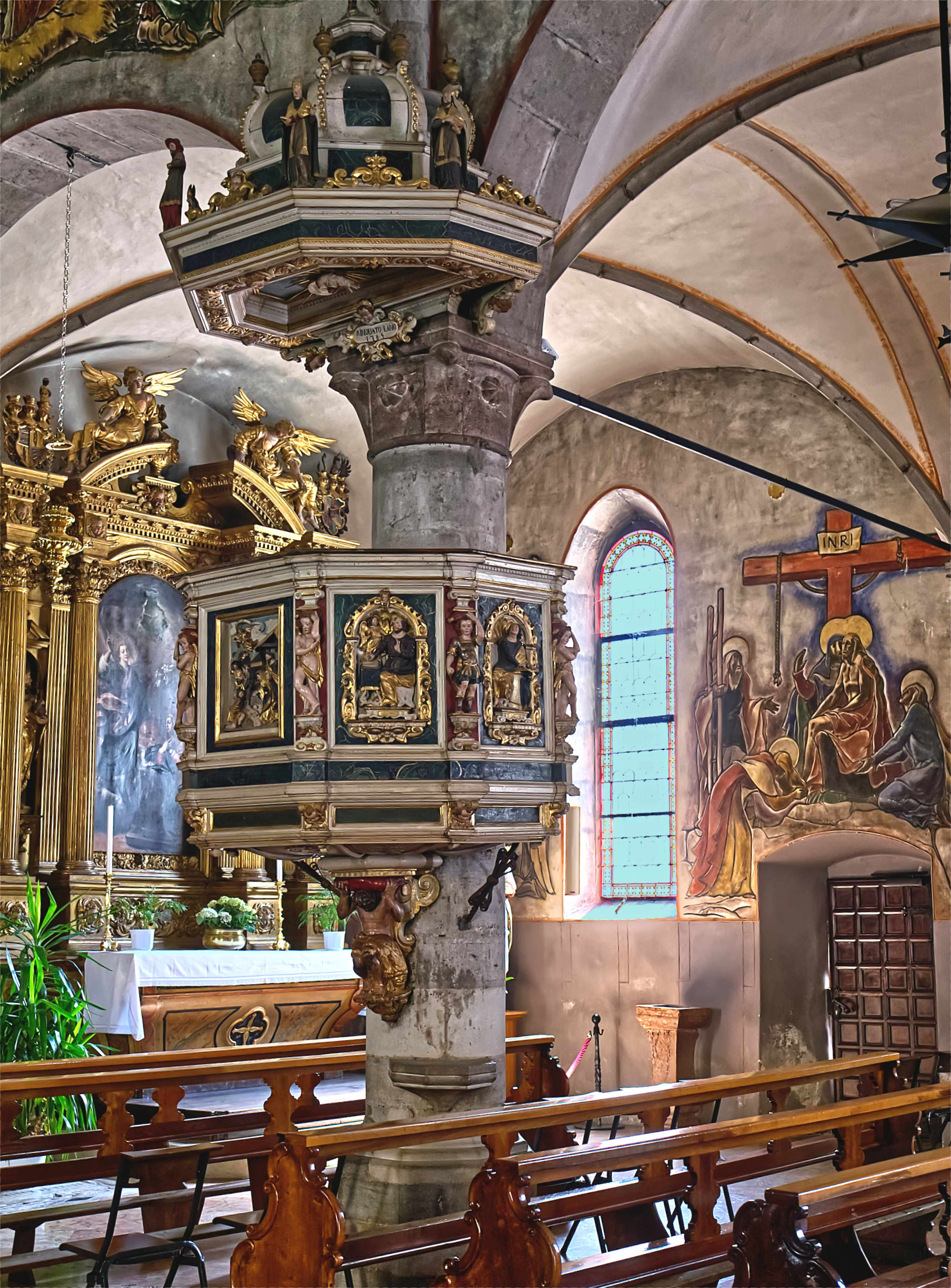
Pulpito della chiesa di Santa Maria Assunta a Malé, 1670

### Cristoforo Bezzi
- Altare maggiore, 1651, chiesa di San Tommaso a Cavedago (attribuzione incerta)[6]
- Altare maggiore, 1656-1675, chiesa dell'Assunta a Dasindo (Comano Terme). In collaborazione con il fratello Giandomenico; la data 1675, posta alla sommità della nicchia centrale, rappresenta probabilmente l'anno di compimento dell'altare[5]
- Pulpito, 1670-1675, chiesa dei Santi Gervasio e Protasio a Denno

### Giandomenico Bezzi
- Altare maggiore, 1659-1671, chiesa della Conversione di San Paolo a Marcena (Rumo)[7][8]
- Altare di S. Michele arcangelo, seconda metà del Seicento, chiesa del Santissimo Redentore a Cunevo (Contà). Non si conosce la provenienza di questo altare laterale sinistro, visto che la chiesa è stata costruita nell'Ottocento[9]
- Parapetto della cantoria, seconda metà del Seicento, chiesa di Santo Stefano a Revò (Novella). In origine paliotto dell'altare maggiore realizzato da Simone Lenner, anch'esso smembrato[10]
- Pulpito, 1670, chiesa di Santa Maria Assunta a Malé[11]
- Altare del Sacro Cuore, 1678, chiesa di San Giacomo a San Giacomo (Caldes). Altare laterale destro, dorato da Giovanni Battista Bezzi nel 1700 e da lui siglato e datato (per questo in passato era stato attribuito a quest'ultimo)
- Altare maggiore, 1688-1694, chiesa di Sant'Udalrico a Corte Inferiore (Rumo). Caratterizzato da quattro colonne, le due interne prospetticamente più avanzate rispetto a quelle esterne. Queste ultime mostrano una testa d'angelo con motivi vegetali nella parte inferiore e tralci di vite a spirale in quella superiore. Le colonne interne, invece, decorate da putti, teste d'angelo e viticci di fiori richiamano quelle dell'Altare di S. Antonio a Preghena[12]

### Domenico Bezzi
- Altare maggiore, ultimo quarto del Seicento, chiesa di San Lorenzo a Dimaro[13]
- Altare maggiore, ultimo quarto del Seicento, chiesa dei Santi Pietro e Paolo a Mezzana[14]
- Altare di S. Antonio, 1684, primo altare laterale sinistro della chiesa di San Giorgio a Peio[15]
- Pulpito, 1686, chiesa di San Giorgio a Peio
- Altare laterale sinistro, 1719, chiesa dei Santi Fabiano e Sebastiano a Celledizzo (Peio)

### Giovanni Battista Bezzi
- Marcena (Rumo), chiesa della Conversione di San Paolo: doratura dell'altare maggiore realizzato da Giandomenico Bezzi (1668)[16]
- Sanzeno, chiesa di Santa Maria: doratura dell'altare laterale sinistro realizzato da Giovanni Simone Ramus (1681-1685)[17]
- Pelugo, chiesa di Sant'Antonio Abate: doratura dell'altare maggiore (1694)[18]
- San Giacomo (Caldes), chiesa di San Giacomo: doratura dell'altare laterale destro realizzato da Giandomenico e Domenico Bezzi (1700)[11]